# Se battre
Pour plus de détails, voir Fiche technique et Distribution.
Se battre est un documentaire français réalisé par Jean-Pierre Duret et Andrea Santana, tourné à Givors, dont la sortie nationale en France a lieu le 5 mars 2014.

## Fiche technique
- Titre original : Se battre
- Réalisation : Jean-Pierre Duret et Andrea Santana
- Photographie : Jean-Pierre Duret et Andrea Santana
- Son : Jean-Pierre Duret et Andrea Santana
- Montage : Catherine Rascon
- Montage son et mixage: Roman Dymny
- Musique : Bruno Courntin
- Production : Muriel Meynard
- Société de production : Agat Films & Cie
- Société de distribution : Aloest Distribution
- Pays d'origine :  France
- Langue originale : français
- Format : couleur – 1,85 – 5.1 – DCP
- Genre : documentaire
- Durée : 90 minutes
- Date de sortie : 
  - France : 5 mars 2014 (sortie nationale)